# Divarilima sydneyensis
Divarilima sydneyensis är en musselart som först beskrevs av Hedley 1904.  Divarilima sydneyensis ingår i släktet Divarilima och familjen filmusslor. Inga underarter finns listade i Catalogue of Life.